# Metacirolana monodi
Metacirolana monodi är en kräftdjursart som först beskrevs av Jones 1976.  Metacirolana monodi ingår i släktet Metacirolana och familjen Cirolanidae. Inga underarter finns listade i Catalogue of Life.